# Enhanced Games
Enhanced Games, på svenska ungefär Förbättrade spelen, är en planerad internationell idrottstävling som inte ska följa några regelverk mot dopning. Upplägget ska vara liknande det för Olympiska spelen, med tävlingar i flera olika idrotter som genomförs på samma plats. Projektet lanserades 2023 och sedermera har datum satts till 21-24 maj 2026 på World Resorts i Las Vegas. I ett första skede har friidrott, simning, gymnastik, tyngdlyftning och kampsport valts som sporter. Förutom att tillåta dopning ska även annan teknologi som är otillåten av internationella idrottsförbund tillåtas, som Hajdräkt för simmare och prestationsförstärkande löparskor.
Initiativtagare till Enhanced Games är affärsmannen Aron D'Souza, en australisk tech-entreprenör och riskkapitalist, som påstår sig ha fått tillräckliga medel för att kunna genomföra tävlingarna av investerare, däribland Paypal-grundaren Peter Thiel.

## Bakgrund
Dopning började kontrolleras på OS-deltagare 1967, inför olympiska spelen 1968. Det ledde till att internationella antidopningsbyrån WADA bildades, och den har officiellt haft stöd från i stort sett samtliga nationella och internationella idrottsförbund. Tidigt diskuterades, ofta ur filosofiska perspektiv, om dopning ändå inte skulle släppas fri och beslutet överlåtas till atleterna själva. I synnerhet som så mycket dopning verkade ske i skymundan och det finns skäl att tro att den kunde vara mer eller mindre understödd av nationella förbund.
Vissa tävlingar som till exempel X Games har valt att stå utanför WADA:s kontroller. I X Games tävlas i sporter som skateboard, BMX-cykling och snowboarding. Det  är teknikgrenar där prestationshöjande preparat är mindre utslagsgivande, men det är också grenar som sedan X Games startade har börjat leta sig in i Olympiska spelen.

## Lansering och upplägg
Aron D'Souza lanserade Enhanced Games i juni 2023. Han meddelade att han siktade på att hålla tävlingarna i slutet av 2024 och att han hoppades få med tävlande som deltagit i olympiska spelen tidigare samma år. Planerna har därefter senarelagts i flera omgångar och har sedermera fastställts till 21-24 maj 2026, på kasinot World Resorts i Las Vegas. På hans webbsida presenterades och hyllades atleter som blivit av med sina rekord och medaljer. Spelen skulle ha som målsättning att sätta så många rekord som möjligt, och han ville att samtliga deltagare skulle få bra betalt bara för att delta och sedan tävla om stora summor.
Aron D'Souza lutar sig på en studie som hävdade att 44 % av de främsta utövarna i styrke- och uthållighetssporter redan är dopade. Han menar att det dels är bättre för dessa individer om det får göras öppet. Att det skulle vara mer riskfritt och kunna göras bättre i samarbete med öppen vetenskap. Han menar att det ligger i mänsklighetens intresse att se vilka förbättringar vetenskapen kan göra om den får fritt utrymme.

## Mottagande
Den etablerade idrotten, antidopningsbyråerna, det internationella idrottsförbundet och samtliga nationella förbund har reagerat med stor skepsis och fördömanden. De menar att idrotten i första hand ska handla om hälsa, och att det skickar fel signaler att påverka friska kroppar med mediciner och hormoner. I synnerhet som det finns många kända biverkningar och att kunskapen saknas om okända biverkningar. Gällande annan teknologi menar förbunden att det handlar om gränsdragning.
Kritikerna menar också att det är en chimär att tala om att prestationshöjande medel ger information om kroppens potential eller tar en sport till nya nivåer. De jämför till exempel att alltid springa maraton i medvind. Det gör inte löparen till en bättre löpare och det blir snarare en annan sport.
Initiativtagaren Aron D'Souza hävdar att hundratals deltagare har visat intresse, men att de inte vågar framträda av rädsla för repressalier från förbunden. Det största affischnamnet är tidigare världsmästaren och OS-medaljören i simning James Magnussen, från Australien. Han slutade som aktiv simmare 2019, men är beredd att återstarta karriären och är säker på att han kan sätta världsrekord på 50 meter frisim med prestationshöjande medel.